# Herb gminy Świerklaniec
Herb gminy Świerklaniec – symbol gminy Świerklaniec.

## Wygląd i symbolika
Herb przedstawia na tarczy dzielonej w literę „T” w polu górnym białym zielone drzewo liściaste między dwoma zielonymi świerkami na żółtej murawie (symbol Świerklańca i Nowego Chechła), w polu lewym białym zielone drzewo orzechowe na żółtej murawie (symbol Orzecha), natomiast w polu prawym błękitnym złotą studnię z liną na walcu, z dwiema czarnymi korbami po obu stronach (historyczny symbol Nakła Śląskiego). 